# Seriola zonata
 Seriola zonata és una espècie de peix de la família dels caràngids i de l'ordre dels perciformes.

## Morfologia
Els mascles poden assolir els 75 cm de longitud total.

## Distribució geogràfica
Es troba a l'Atlàntic occidental: des de Nova Escòcia (Canadà) fins a Santos (Brasil), incloent-hi el Golf de Mèxic i el Carib. Absent de les Bahames.